# Zeus: Master of Olympus
A Zeus: Master of Olympus a városépítőjáték-sorozat ötödik darabja, fejlesztője az Impressions Games. 2000. október 16-án jelent meg Amerikában a Sierra Entertainment kiadásában.

## A játék menete
A sorozat többi eleméhez hasonlóan a játék célja egy város felépítése és fejlesztése, ezúttal a ókori Görögországban. A Caesar III-hoz képesti újítások közül a legnevezetesebb az új háztípusok, általános és elit házak építhetőek a lakosság részére, valamint az utcákon sétálók alakja jóval részletesebben kidolgozott.

## Nehézségi szintek
Míg a legtöbb játékban két vagy három nehézségi fokozat van, mind a Zeus, mind a Poseidon öt szinten játszható, kezdő, halandó, hős, titán és olimpikon szinten. Minden szinten egyre kevesebb pénz áll rendelkezésre, és egyre nagyobb az esélye az istenek vagy más ellenségek támadásának.

## Fogadtatás
A Zeus: Master of Olympus jellemzőin pozitív fogadtatásra talált. A Metacritic oldalán 87 pontot kapott, az IGN kritikusa pedig azt írta, "úgy kellett elszakítania magát a játéktól, hogy megírja kritikáját. Az eurogamer.net-en 10-ből 9 pontra értékelték.